# Campeonato Brasileiro de Voleibol Masculino de 1980
III Campeonato Brasileiro de Voleibol Masculino – 1980
Disputado em Manaus, de 13 a 19/out/80, com a participação do patrocinador do evento Associação Atlética Sharp (AM), os campeões estaduais de 1979: Paulistano (SP), Minas (MG), Santa Cruz (PE), Botafogo (RJ) e Iate Clube (DF); e mais os convidados: Atlético (MG), Banespa (SP), Pirelli (SP) e Fluminense (RJ). Dois grupos de 5 times com dois classificados para semi final. Partidas nos ginásios Pedro Teixeira, do Colégio Militar de Manaus (CM) e Aristófano Antony do Rio Negro (RN)

Grupo A (Paulistano, Sharp, Botafogo, Banespa e Atlético)
Dia 13: Paulistano 3 x 0 Sharp (15/10, 15/07 e 15/10) – no RN
Dia 13: Botafogo 3 x 0 Banespa (15/5, 15/03 e 15/08) – no RN
Dia 14: Paulistano 3 x 1 Botafogo (9/15, 15/7, 15/12 e 15/10) – no RN
Dia 14: Atlético 3 x 0 Banespa (15/9, 15/3 e 15/5) – no CM
Dia 15: Sharp 3 x 1 Banespa (13/15, 17/15, 15/7 e ?) – no RN
Dia 15: Botafogo 3 x 1 Atlético – no CM
Dia 16: Atlético 3 x 0 Sharp (15/8, 15/4 e 15/8) – no RN
Dia 16: Paulistano 3 x 0 Banespa (15/5, 15/10 e 15/8) – no RN
Dia 17: Paulistano 2 x 3 Atlético (15/7, 13/15, 11/15, ? e ?)  – no CM
Dia 17: Botafogo 3 x 0 Sharp (15/1, 15/0 e 15/3) – no RN

Grupo B (Minas, Santa Cruz, Pirelli, Iate e Fluminense)
Dia 13: Minas 3 x 1 Santa Cruz (15/13, 15/05, 14/16 e 16/14) – no CM
Dia 13: Fluminense 3 x 0 Iate (15/10, 15/1 e 15/7) – no CM
Dia 14: Pirelli 3 x 0 Iate (15/6, 15/7 e 15/7) – no RN
Dia 14: Fluminense 3 x 0 Santa Cruz (15/3, 15/6 e 15/5) – no CM
Dia 15: Santa Cruz 3 x 1 Iate – no RN
Dia 15: Pirelli 3 x 0 Minas (?, ? e ?) – no CM
Dia 16: Minas 3 x 0 Iate (15/10, 15/10 e 15/13) – no CM
Dia 16: Pirelli 3 x 2 (6/15, 12/15, 15/5, ? e ?) Fluminense – no CM
Dia 17: Fluminense 3 x 0 Minas (15/7, 15/12 e 15/8) – no RN
Dia 17: Pirelli 3 x 0 Santa Cruz (15/3, 15/5 e 15/13) – no CM

Disputas, no CM:
Dia 18/10: 9º e 10º lugares: Banespa 3 x 0 Iate Clube
Dia 18/10: 5º e 8º lugares: Atlético venceu o Santa Cruz
Dia 18/10: 5º e 8º lugares: Minas venceu o Sharp
Dia 19/10: 7º e 8º lugares: Santa Cruz venceu o Sharp
Dia 19/10: 5º e 6º lugares: Atlético venceu o Minas
Disputas, no RN
Dia 18/10: Semi Final: Fluminense 3 x 2 Paulistano (15/11, 6/15, 15/10, 14/16 e 15/3)
Dia 18/10: Semi Final: Pirelli 3 x 1 Botafogo (14/16, ?, ? e ?)
Dia 19/10: 3º e 4º lugares: Botafogo 3 x 1 Paulistano (15/10, 4/15, 16/14 e 16/14)
Dia 19/10: Pirelli 3 x 1 Fluminense (8/15, 15/13, 15/11 e 16/14)

Classificação Final
Campeão: Pirelli (SP)
Vice: Fluminense (RJ)
3º lugar: Botafogo (RJ)
4º lugar: Paulistano (SP)
5º lugar: Atlético (MG)
6º lugar: Minas (MG)
7º lugar: Santa Cruz (PE)
8º lugar: Sharp (AM)
9º lugar: Banespa (SP)
10º lugar: Iate Clube (DF)

Atlético (MG): Eloy Lacerda, Carlos Rogério, Hélder, Carlos Estrela, Pelé, Mário Vilas, Henrique Ferreira, Júlio Alexandre, Antônio Sena e Alexandre Ferreira
Técnico: Décio Vioti                       Auxiliar Técnico: Renê Cerqueira

Fonte: Conforme pesquisa no Jornal dos Sports, Jornal do Brasil e Jornal do Comércio (AM) ed. 23208 a 23217